# Чулюкин, Александр Иванович
Алекса́ндр Ива́нович Чулю́кин (1879—1954) — русский и советский музыкант, ударник, музыкальный педагог.

## Биография
После того как осиротел, был принят в 1893 году воспитанником хора и военного оркестра оренбургского гарнизона, где обучился игре на ударных инструментах. 
В 1897–1900 годах гастролировал в составе различных оркестров в качестве литавриста. В 1901—1906 годах проходил военную службу в Санкт-Петербурге в составе симфонического оркестра Преображенского полка.
Возглавлял класс ударных инструментов Ленинградской консерватории в 1919—1944 годах, с 1926 года — доцент; исполнял обязанности профессора консерватории; Указом Президиума Верховного Совета РСФСР от 1 июня 1940 года ему было присвоено звание Заслуженный артист РСФСР.
Выступал в составе Оркестра Мариинского театра.
Кроме педагогической и музыкальной деятельности, много времени посвящал исследовательской и изобретательской работе в области ударных инструментов. Занимался совершенствованием подструнника малого барабана, конструированием ксилофонов, исследованиями тональности литавр.
Умер в Ленинграде в 1954 году.